# نملاوية قرناء
النملاوية القرناء (الاسم العلمي:Proceratiini) هي قبيلة من الحشرات تتبع الفصيلة النمليات من رتبة غشائيات الأجنحة.

## الأجناس
- النمل الأقرن